# Freiheit, Gleichheit, Brüderlichkeit

Im offiziellen Logo der Französischen Republik befindet sich der Wahlspruch „Liberté, Égalité, Fraternité“.

Schriftzug „LIBERTE EGALITE FRATERNITE“ in Majuskeln am Rathaus der Gemeinde Fuveau (Département Bouches-du-Rhône)

Die Parole Freiheit, Gleichheit, Brüderlichkeit (französisch Liberté, Égalité, Fraternité) ist der Wahlspruch der heutigen Französischen Republik und der Republik Haiti. Er fußt auf den Losungen der Französischen Revolution 1789.

## Geschichte

### Motto der Französischen Revolution
Die Begriffe Freiheit, Gleichheit und Brüderlichkeit, die François Fénelon Ende des 17. Jahrhunderts miteinander in Verbindung brachte, erlangten während der Phase der Aufklärung große Verbreitung.
Während der Französischen Revolution war „Freiheit, Gleichheit, Brüderlichkeit“ eine der zahlreichen Losungen, auf die man sich berief. In einer Rede über die Organisation der Nationalgarde sprach sich Maximilien de Robespierre im Dezember 1790 dafür aus, die Worte „Das französische Volk“ und „Freiheit, Gleichheit, Brüderlichkeit“ auf Flaggen und Uniformen zu schreiben; sein Vorhaben wurde jedoch nicht angenommen.

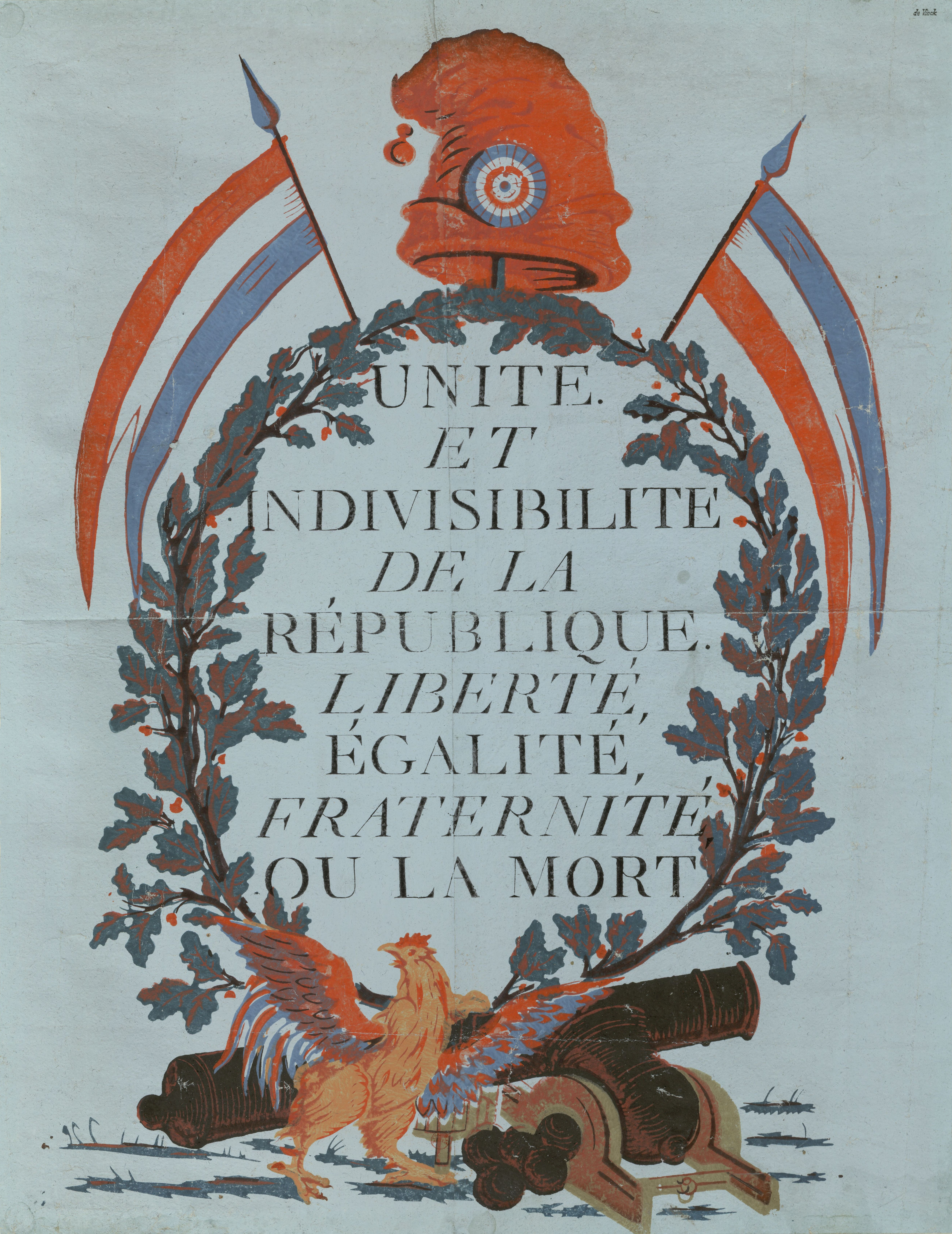
Druck aus dem Jahr 1793

1793 begannen Pariser, folgende Worte auf ihre Hausfassaden zu schreiben: „Einheit, Unteilbarkeit der Republik; Freiheit, Gleichheit, Brüderlichkeit oder der Tod“, was Bewohner der anderen Städte rasch nachahmten. Sie wurden jedoch bald aufgefordert, den letzten Teil dieser Aufschrift zu entfernen, da er zu sehr an die Schreckensherrschaft erinnerte, bei der Zehntausende mit der Guillotine hingerichtet wurden.

### 19. Jahrhundert
Wie viele Symbole der Revolution geriet auch diese Devise unter dem Empire in Vergessenheit. Während der Februarrevolution 1848 wurde sie wieder aufgegriffen und erhielt nunmehr eine religiöse Komponente: die Priester feierten den Christus der Brüderlichkeit und segneten die Freiheitsbäume, die zu dieser Zeit gepflanzt wurden. Bei der Abfassung der Verfassung von 1848 wurde die Devise „Freiheit, Gleichheit, Brüderlichkeit“ zu einem „Grundsatz“ der Republik erhoben.

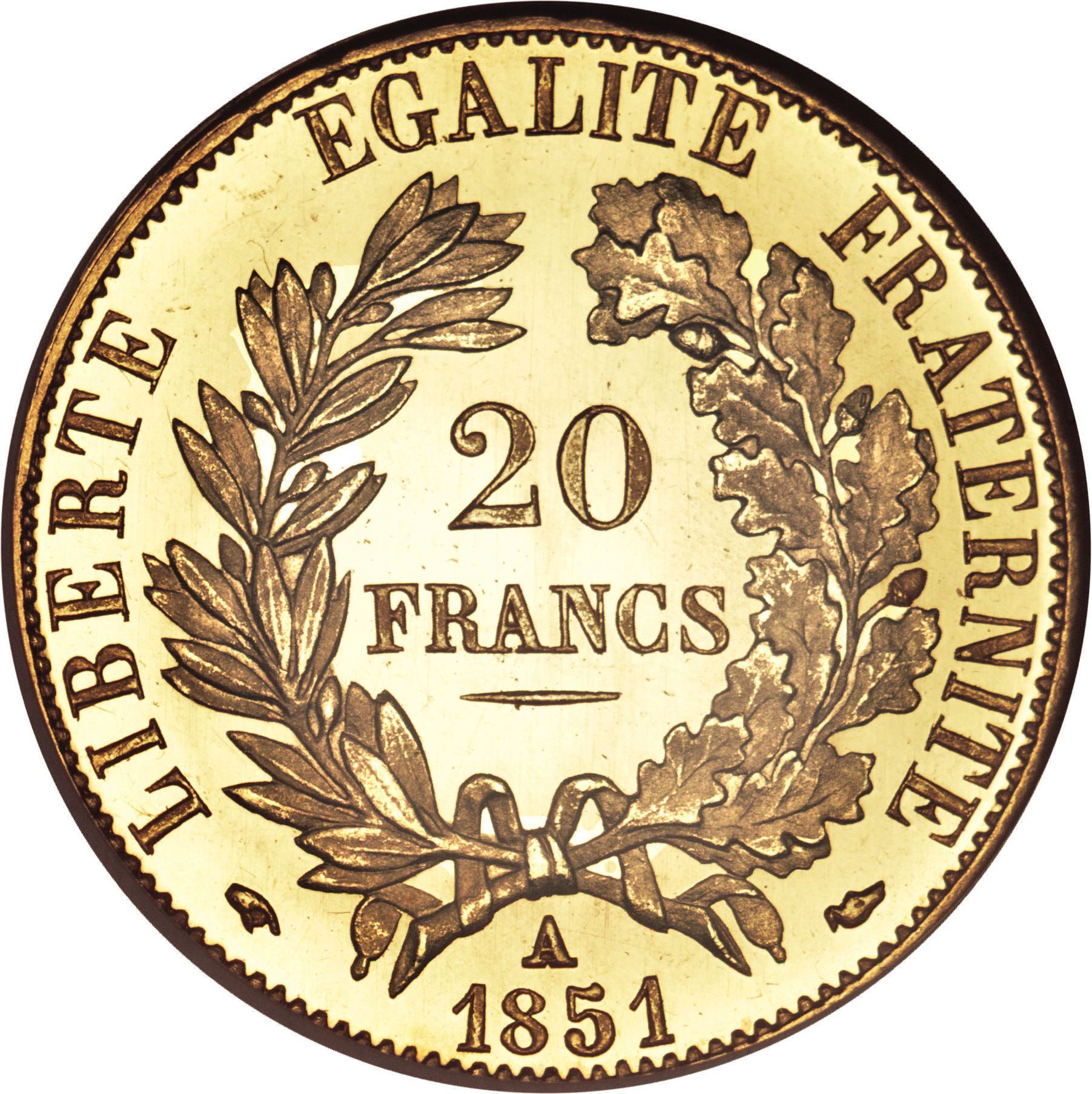
20-Francs-Münze, 1851

Vom Zweiten Empire wurde die Parole zunächst gemieden. Unter Napoleon III. wurde Liberté, Égalité, Fraternité über 50 Jahre nach der Französischen Revolution zu deren Parole erklärt. Es machte sich allerdings noch etwas Widerstand breit, selbst bei den anderen Anhängern der Republik: „Solidarität“ wurde zuweilen „Gleichheit“ vorgezogen, die eine soziale Nivellierung beinhaltete, während die christliche Konnotation der Brüderlichkeit nicht auf allgemeine Zustimmung stieß. Nachdem sie mehrmals in Frage gestellt worden war, setzte sie sich nach 1871 unter der Dritten Republik durch. Anlässlich der Feierlichkeiten zum 14. Juli 1880 erschien die Devise wieder auf den Giebeln der öffentlichen Gebäude.

### Fünfte Republik
Sie wurde in die Verfassung von 1946 aufgenommen und in der Verfassung der Fünften Republik von 1958 verankert. Heute ist sie Teil des nationalen Erbes Frankreichs und praktisch an jedem französischen Rathaus sowie anderen öffentlichen Gebäuden zu finden, ebenso auf Geldmünzen und Briefmarken.

## VarianteFreiheit, Gleichheit, Solidarität
Der historische Wahlspruch „Freiheit, Gleichheit, Brüderlichkeit“ wird heute in Deutschland oftmals durch „Freiheit, Gleichheit, Solidarität“ oder „Freiheit, Gerechtigkeit, Solidarität“ ersetzt, beispielsweise im Grundsatzprogramm der SPD. Der Grund dafür ist, dass der Begriff der „Solidarität“ im Gegensatz zur „Brüderlichkeit“ geschlechtsneutral sei und Frauen mit einschließe.
Auf einem Wahlplakat der Grünen zur Europawahl 2019 wurde der Spruch in „Freiheit, Gleichheit, Schwesterlichkeit“ abgewandelt.

## Namensgebung
Der Adams-Ring des Planeten Neptun hat mehrere helle Segmente. Die drei auffälligsten Ringbögen erhielten nach ihrer Entdeckung 1984/85 die Namen Liberté, Égalité und Fraternité.

## Abwandlungen
Im besetzten Frankreich ab 1940 wurde die Losung vielfach ersetzt durch Travail, Famille, Patrie, deutsch Arbeit, Familie, Vaterland.